# Обстрелы территории Украины российской армией (2014)
Обстрелы территории Украины российской армией — акты агрессии, совершенные Вооружёнными силами Российской Федерации против Украины в 2014 году. Заключаются в обстреле позиций Вооружённых сил Украины и пограничных населённых пунктов Украины российскими войсками, которые находились на территории России рядом с границей. Обстрелы совершались из ракетных систем залпового огня и ствольной артиллерии. Кроме того, очевидцы сообщают о миномётных и гранатомётных обстрелах. Обстрелы являлись частью необъявленной войны между Россией и Украиной, в частности, войны в Донбассе, в ходе которой Россия поддерживала подконтрольных ей сепаратистов.

## Течение событий
11 июля 2014 года произошел ракетный обстрел группировки украинской армии и пограничников вблизи села Зеленополье Луганской области. Атака произошла в ночь с 10 на 11 июля 2014 года. Российская реактивная артиллерия со своей территории нанесла удар по позициям украинских войск, в результате чего погибли 30 военнослужащих ВСУ и 6 пограничников, в том числе полковник Игорь Момот. Это было первое непосредственное массированное применение регулярных войск РФ против Вооружённых сил Украины.
16 июля 2014 года было опубликовано видео обстрела Украины с территории России.
17 июля 2014 г., по сообщению СНБО, пограничный пункт «Мариновка» был обстрелян с территории РФ.
17 июля произошел обстрел «градами» района Червонопартизанска с территории РФ.
21 июля позиции сил АТО в районе Червонопартизанска подверглись обстрелам из села Панченково, находящегося на границе с РФ. Позиции населенного пункта Кумачово были обстреляны со стороны Российской Федерации. Утром 22 июля боевики при поддержке российской артиллерии провели артподготовку и перешли в наступление. Обстрелы получили позиции украинских военных возле с. Мариновка и переправа в с. Дмитровка.
24 июля на территории РФ артиллерия обстреливала позиции украинских военных возле пограничного пункта пропуска «Мариновка».
25 июля обстреливали переправу вблизи с. Кожевление и позиции сил АТО вблизи села Дьяково.
26 июля позиции десантников 79-й бригады в районе Дьяково подверглись артиллерийским обстрелам с территории РФ, сразу после чего началось наступление боевиков.
Начиная с 11 августа позиции 3-го батальона 30 ОМБр под Степановкой Шахтерского района подвергались сокрушительным артиллерийским ударам из России. Военные скрывались в случайных укрытиях, потому что большая часть техники была уничтожена.
21 августа с направления российского посёлка Селезнево артиллерией проведены обстрелы окрестностей Амвросиевки. Окрестности села Васильевка были обстреляны из российской Марфинки. Кроме того, с территории РФ нанесен артиллерийский удар по блокпосту и позициям Вооружённых сил Украины в районе села Благодатное и Камышеваха под Амвросиевкой в Донецкой области и сел Макарово и Лужки в Луганской области.
21 августа около 5 часов утра командный пункт 8-го армейского корпуса был обстрелян с территории РФ системами залпового огня «Ураган». Погибли 5 человек и были ранены более 10. «Ураганом» был обстрелян лагерь в районе Кутейниково-Старобешево под Иловайском.
31 августа со стороны России из систем «Ураган» обстреляны украинские военные возле Весёлой Горы. Погиб старший солдат 26-й бригады Василий Маляновский, были ранены 4 украинских военных.
1—4 сентября 2014 года российской артиллерией был нанесен удар по бывшему штабу Оперативного командования «Север», расположенному у села Победа Новоайдарского района, в 50 км от российской границы. По данным издания «Информатор», там размещались около 6 тысяч украинских военнослужащих. Россияне заранее сообщили о намерении нанести удар, поставив украинским войскам ультиматум за 72 часа покинуть место дислокации, и к моменту атаки территория штаба была практически полностью оставлена. Удар был нанесен системами БМ-30 «Смерч», остатки ракет были найдены вокруг. В результате удара 3 сентября погибли по меньшей мере 17 человек 27-го реактивного артиллерийского полка.
В отчете IPHR отмечалось, что использовались снаряды типа «Торнадо-С».
Несколько ударов «Смерчами» были нанесены и по соседнему селу Дмитровка Новоайдарского района. Удары были нанесены в ночь с 3 на 4 сентября и на следующий день в обед. В результате удара в 2:00 ночи 4 сентября погибли по меньшей мере 6 человек из 12 БТрО «Киев» и 1 ОТБр, были уничтожены по меньшей мере 2 установки «Град», танк «Булат», МТЛБ и многочисленная автомобильная техника.
Бойцов 24-й механизированной бригады, которые, по сообщению, отступили без приказа руководства с места дислокации под Дмитровкой в ночь с 3 на 4 сентября, когда начался артиллерийский обстрел, обвинили в дезертирстве. Военные отметили, что после отступления их позиции практически «сравняли с землей».
По данным СНБО, маркировка на кассетных боеприпасах «Смерч», которыми были обстреляны украинские силы, свидетельствует, что ракеты были изготовлены в РФ: одна из ракет имела дату изготовления 16 июня 2003 года, а Украина в последний раз получала подобные боеприпасы в 1991 году.

## Свидетельства очевидцев
16 июля 2014 года бойцы 72-й и 79-й бригад сообщили об обстреле их позиций под Червонопартизанском с территории России. 17 июля гражданин России Дмитрий Тлюстангелов выложил на своей странице в ВК загруженное на YouTube видео обстрела «Градом» территории Украины с места вблизи поселка Гуково. Позже он удалил свою страницу в ВК.
23 июля 2014 года военнослужащий 291-й артиллерийской бригады РФ обнародует сообщение, в котором свидетельствует об обстрелах территории Украины.

## Официальные заявления
27 июля 2014 года США опубликовали фотоснимки, сделанные их спутниками, подтверждающие факты обстрелов территории Украины российскими установками залпового огня «Град». Заместитель председателя комитета Госдумы РФ по обороне Франц Клинцевич в интервью агентству «РИА Новости» заявил, что США «лгут об очевидных вещах». Он сказал, что для подобных утверждений необходимы «данные других систем», без чего «разговор американцев просто бездоказательный».

## Независимые расследования
Анализ спутниковых снимков позволил установить многочисленные случаи обстрелов с территории РФ через государственную границу.
Атаки имели место не только в районе Амвросиевки, Саур-Могилы, Зеленополья и Должанска, но и на южном участке фронта в районе Новоазовска.
В апреле 2016 года центр исследований Bellingcat обнародовал продолжение расследования об артиллерийских обстрелах украинских сил Вооруженными силами РФ с территории России.
16 июня 2016 года пользователь Twitter ravelin_by опубликовал порядка двадцати установленных боевых позиций русской артиллерии: РСЗО, САУ и гаубиц наряду с одним из участков российско-украинской границы 2014 года.
21 декабря 2016 года вышло расширенное исследование Bellingcat. В нём установлено не менее 149 артиллерийских позиций, из которых вела огонь русская артиллерия, и еще 130 позиций, которые с большой вероятностью использовались с той же целью. На территории Украины идентифицировано 408 участков, по которым велся артиллерийский огонь.

## Реакция
- США: 24 июля 2014 года спикер Государственного департамента США Марле Харф сделала заявление, что кроме поставок установок залпового огня пророссийским боевикам, вооруженные силы РФ начали наносить артиллерийские удары с территории России по украинским военным[40].
- Правозащитная организация «Международное партнёрство по правам человека» летом 2016 года опубликовала доклад об обстрелах Украины ствольной и реактивной артиллерией с территории Российской Федерации. В 2015 году организация опросила 45 свидетелей (как местное население, так и пограничников, готовых свидетельствовать об обстрелах в международных судах). Команда проводила полевые исследования по изучению кратеров от взрывов артиллерийских снарядов и собрала другие вещественные доказательства. Была также систематизирована информация по 33 военнослужащим Вооруженных сил РФ, которые загружали фото и видеоматериалы, свидетельствующие о причастности к обстрелам территории Украины. Кроме артиллерийских обстрелов собраны материалы о нарушении воздушного пространства Украины военными вертолетами и беспилотными аппаратами Вооруженных сил РФ. Доклад планируется подать в Международный уголовный суд осенью 2016 года[41].
- 11 августа 2017 года министр иностранных дел России Сергей Лавров в своей речи сказал, что «новыми бомбардировками и новыми обстрелами» конфликт в Донбассе разрешить невозможно. Работающий в Москве журналист Роман Цымбалюк сказал, что эти слова Лаврова являются признанием того, что были и «старые» бомбардировки территории Украины[42].